# Las corsarias
Las corsarias (din spaniolă: „Corsarele”) este o zarzuela lirică comică într-un act, împărțită într-un prolog și trei scene, cu un libret de Enrique Paradas și Joaquín Jiménez și muzică de  Francisco Alonso. A avut premiera la Teatrul Martin din Madrid, la 31 octombrie 1919 la ora 10:30 seara.

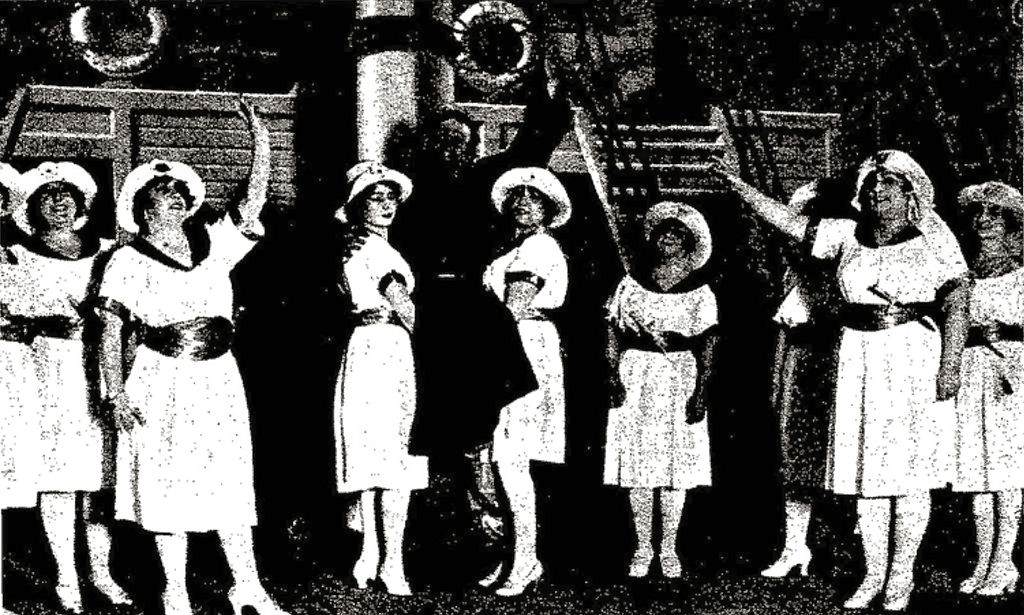
Protagonistele piesei Las Corsarias la premiera din Madrid în 1919

## Prezentare generală
Urmând o structură de tip revistă, zarzuela prezintă dialoguri, situații și numere muzicale care nu au nimic de-a face cu intriga. Subiectul este ingenios și inedit pentru epocă, întrucât prezintă o lume întoarsă pe dos în care femeile pleacă la război și, în plus, ele sunt cele care urmăresc și seduc bărbații, lucru de neconceput și neplauzibil în acea perioadă. Situațiile și dialogurile picarești și amuzante se succed în mod alert.
Zarzuela, în special muzica, a avut un succes prodigios. La Madrid au avut loc peste o mie de spectacole la rând; la Valencia s-a jucat în două teatre în același timp, La Buenos Aires, peste trei mii de spectacole au fost oferite fără întrerupere.

## Rezumat
Întreaga acțiune are loc la bordul unei nave de pirați în care întreg echipajul este format din femei corsare. Intriga este foarte simplă dar este plină de situații și încurcături improbabile, toate intercalate de numere muzicale fără legătură cu intriga. Personajul principal masculin este Părintele Canuto, un călugăr care locuia într-o mănăstire și care, împreună cu alți doi bărbați, a fost răpit de grupul de femei corsare. Părintele Canuto este tânăr și chipeș, iar corsarele organizează o loterie pentru a determina care dintre ele se va putea căsători cu el. Lozul câștigător revine șefei corsarelor, În cele din urmă se descoperă înșelăciunea: Părintele Canuto este de fapt Serafín, un bărbat căsătorit cu șapte copii. În jurul acestei intrigi se dezvoltă scene picante de text îndrăzneț pentru epocă, scene amuzante și burlești.